# Aethiothemis bequaerti
Aethiothemis bequaerti là một loài chuồn chuồn ngô thuộc họ Libellulidae. Nó được tìm thấy ở Angola, Malawi, Nigeria, Zambia, và có thể cả Mozambique. Môi trường sống tự nhiên của chúng là rừng ẩm vùng đất thấp nhiệt đới hoặc cận nhiệt đới, vùng cây bụi khô khu vực nhiệt đới hoặc cận nhiệt đới, đầm lầy, và đầm nước.